# Gagan Thapa
Pour les articles homonymes, voir Thapa (homonymie).
Gagan Thapa, né le 16 juillet 1976 à Katmandou,, est un homme politique népalais, membre du Congrès népalais.

## Biographie

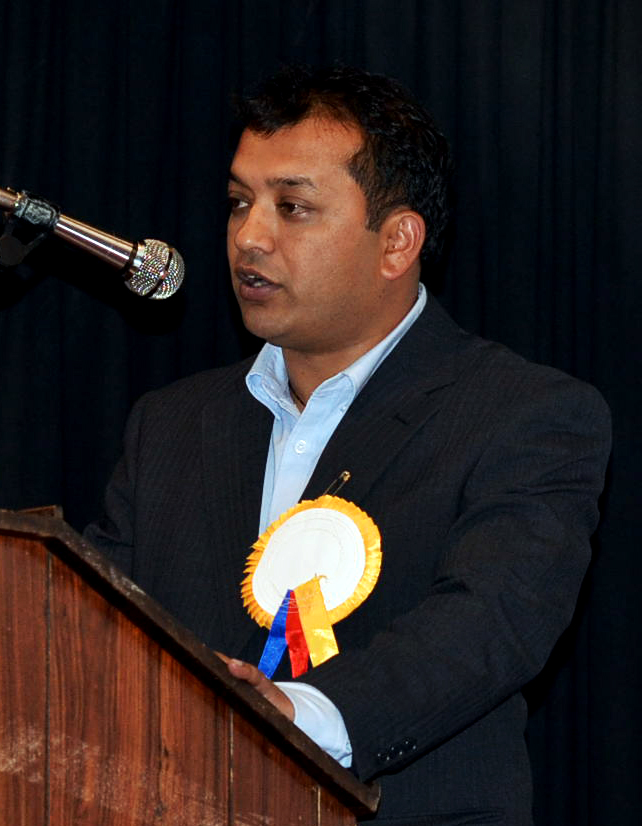
Gagan Kumar Thapa à Sydney

Titulaire d'une licence en sociologie et d'un master en sciences politiques, il commence sa carrière politique en étant secrétaire général de l'aile jeunesse du Congrès népalais de 2003 à 2005. En 2006, il guide les étudiants lors des grandes manifestations en faveur de la démocratie qui contraignent le roi Gyanendra Bir Bikram Shah Dev à céder le pouvoir. Son action lui vaut quelques jours d'emprisonnement, ainsi qu'une grande popularité. Il est membre du Comité central du Parti du congrès depuis 2010. 

### Député
En 2008, Thapa est élu au scrutin proportionnel plurinominal à la première Assemblée constituante népalaise. Il est à nouveau élu à l'élection de 2013 dans la circonscription de Katmandou-4, au scrutin uninominal cette fois. Charismatique et très apprécié par les jeunes, il est considéré comme une étoile montante de la politique népalaise,.

### Site externe
- Site personnel